# Leon Kahane
Leon Kahane (ur. ok. 1840, zm. 26 stycznia 1864 w Bodzentynie) – żołnierz, powstaniec styczniowy.

## Życiorys
Urodził się w rodzinie żydowskiej. Był synem Ignacego (lekarz, zm. 1875). Miał braci Maurycego (1836-1896), Filipa (1838-1915), Zygmunta (1846-1889) oraz siostrę Ludwikę (w latach 90. XIX wieku w stanie panieńskim członkini sanockiego gniazda Polskiego Towarzystwa Gimnastycznego „Sokół”). Wraz z rodziną przeprowadził się do Sanoka pod zaborem austriackim, gdzie ojciec rodziny od około 1857 pracował jako lekarz.
Został zawodowym żołnierzem Armii Cesarstwa Austriackiego. Od około 1861 był kadetem 77 pułku piechoty, stacjonującego w Sanoku.
W chwili wybuchu powstania styczniowego 1863 służył w Rzeszowie jako kadet-feldwebel (jego przebywający i pracujący w Sanoku bracia Maurycy i Filip przyłączyli się ochotniczo do walk). Po otrzymaniu urlopu z armii pod koniec 1863 także on przystąpił do walczących. Służył jako adiutant płk. Karola Kality ps. „Rębajło”. Został mianowany na stopień porucznika. 22 stycznia 1864 spisywał raport z bitwy pod Iłżą (17 stycznia 1864). U boku dowódcy brał udział w bitwie pod Radkowicami (23 stycznia 1864). Po wydaniu przez Kalitę rozkazu otoczenia wroga przez kompanie, pozostała 1 kompania nie usłuchała rozkazu (miała ruszać za nim do ataku), wskutek czego opuszczony dowódca pozostał na stanowisku wyłącznie z adiutantem i trębaczem. Podczas ostrzału Leon Kahane osłonił swoim ciałem zwierzchnika, ratując mu życie. Sam wtedy został trafiony w klatkę piersiową i miał przestrzelone płuca. Po przegranej bitwie został wyniesiony na noszach z pola walki, wpierw do lasu obok Michałowa. Został odwiedzony przez Kalitę w szpitalu w Bodzentynie, gdzie nazajutrz 26 stycznia 1864 zmarł. Został pochowany na miejscowym cmentarzu.
W 1859 Karol Kalita odwiedził Sanok i poznał rodzinę Leona Kahane. Fragment swoich wspomnień dotyczący jej przedstawicielom zakończył słowami: „Cześć tej zacnej polskiej rodzinie”.